# Żorawka
Żorawka (ukr. Жоравка) – wieś na Ukrainie, w obwodzie kijowskim, w rejonie boryspolskim, w hromadzie Jahotyn. W 2001 liczyła 675 mieszkańców, spośród których 669 wskazało jako ojczysty język ukraiński, 4 rosyjski, a 2 białoruski.